# Edward Lowe (Unternehmer)
Henry Edward (Ed) Lowe (* 10. Juli 1920 in Saint Paul (Minnesota); † 4. Oktober 1995 in Sarasota) war ein US-amerikanischer Unternehmer und gilt als Erfinder moderner Katzenstreu. 

## Leben
Lowe nahm nach dem Schulabschluss als Mitglied der US-Navy am Zweiten Weltkrieg teil. Nach seiner Rückkehr arbeitete er im Geschäft seines Vaters. Der Überlieferung nach erfand er im Januar 1947 die moderne Katzenstreu, als er einer Nachbarin einen Sack Fullers's Earth als Ersatz für die damals übliche Sand-, Sägemehl oder Aschefüllung gab. Fuller's Earth besteht üblicherweise aus Palygorskit (Attapulgit) oder Bentonit. Lowe entwickelte nach dem erfolgreichen Einsatz ein marktfähiges Produkt, gründete die Edward Lowe Industries und vermarktete seine Streu unter dem Markennamen Kitty Litter. Später kamen weitere Streuprodukte hinzu, unter anderem Tidy Cat. 1990 verkaufte er sein Unternehmen an eine Investorengruppe, die dann unter dem Namen Golden Cat Corporation tätig war. Lowe starb 1995. Nach seinem Tode wurde das Unternehmen an Ralston Purina weiterveräußert.